# Beijo Molhado
"Beijo Molhado" é uma canção do girl group brasileiro Rouge, lançada em 19 de janeiro de 2003, como quarto single oficial do primeiro álbum de estúdio da banda, também intitulado Rouge (2002). A canção é uma versão de "Strawberry Kisses", da cantora australiana Nikki Webster. A versão em português foi escrita por Milton Guedes e produzida por Rick Bonadio.
"Beijo Molhado" é uma canção bem pop, que fala sobre um amor de verão, que ficou marcado, e a protagonista da canção canta sobre o desejo de beijar a pessoa amada mais uma vez. A canção foi o terceiro single do primeiro álbum do grupo e foi lançada no começo de 2003.

## Antecedentes e lançamento
Após o sucesso de "Ragatanga", que ficou mais de 2 meses no topo das paradas de sucesso, a Sony Music resolveu lançar o quarto single oficial do álbum. Já que "Ragatanga" ainda estava bombando, a gravadora resolveu lançar uma música mais pop e animada, que seguisse a linha dançante de "Ragatanga", optando assim por "Beijo Molhado", que foi lançada em 19 de janeiro de 2003.
Uma versão em espanhol, intitulada Beso Mojado, foi feita para o álbum "Rouge En Español", mas o álbum acabou não sendo lançado, por causa da saída de Luciana. Mesmo assim, a canção foi lançada na internet.

## Composição e letra
"Beijo Molhado" é uma versão em português da canção "Strawberry Kisses", cantada por Nikki Webster, sendo composta por Andy Marvel, Jeff Franzel, Marjorie Mayo. Em sua versão em inglês, a canção é um pop teen, enquanto que na versão em português, escrita por Milton Guedes e produzida por Rick Bonadio, a canção se tornou um pop mais dançante. A canção fala sobre um amor de verão, que mesmo já tendo acabado, a protagonista não consegue esquecer a pessoa amada, desejando assim, seus "beijos molhados".
A canção inicia com uma voz off cantando, "Quero tanto, espero tanto, seu beijo molhado," enquanto Karin canta, "demais, oh oh oh, yeah, yeah." A primeira estrofe é também cantada por Karin, onde é falado de um amor de verão inesquecível. A segunda estrofe é cantada por Luciana, onde ela canta sobre querer encontrar de novo essa paixão, já que ela não apenas fica. No refrão, as meninas cantam, "Eu quero tanto seu beijo molhado Seus lábios de mel Que me deixaram louca Eu vou te dar um beijo molhado Eu sei que vou trazer Você pra mim." Após o refrão, Patrícia fala sobre não estar conseguindo dormir, devido a essa intensa paixão. Fantine canta em seguida, falando que mesmo não sabendo se é amor, ela quer ver essa paixão novamente. No bridge da canção, Luciana canta novamente, além de fazer "ad-libs. Durante os dois últimos refrões, Aline faz ad-libs na canção.

## Divulgação
A canção foi divulgada em diversos lugares, como no Domingo Legal, Disco de Ouro e Hebe, no SBT, no Raul Gil, É Show e Domingo da Gente", da TV Record, no "Clube do Fã", da Band, além do "Festival de Verão de Salvador. "Beijo Molhado" também fez parte de dois DVDs da banda, "O Sonho de Ser Uma Popstar" (2002) e A Festa dos Seus Sonhos (2003). A canção também fez parte da setlist de 7 das 8 turnês da banda, a Turnê Popstar (2002), a Brilha La Tour (2003), a Turê C'est La Vie (2003), a Turnê Planeta Pop: Rouge & Br'oz (2004), a Turnê Blá Blá Blá (2005), a Turnê Chá Rouge (2017) e a Turnê Rouge 15 Anos (2018).

## Faixas
CD Single
1. "Beijo Molhado" (Versão do álbum) – 3:28
2. "Beijo Molhado" (Radio Edit)
3. "Beijo Molhado" (Cuca Elektro Remix) – 3:40
4. "Beijo Molhado" (Cuca Wet Club Mix) – 5:03
5. "Beijo Molhado" (Cuca Techno Mix)
6. "Beijo Molhado" (Cuca Radio Mix)
7. "Beijo Molhado" (Cuca House Mix)

CD Cancelado
1. "Beso Mojado" (versão em espanhol) — 3:28

## Desempenho nas tabelas musicais

### Posições
| Tabela musical (2003) | Melhor posição |
| --------------------- | -------------- |
| Brasil (HITS)         | 4              |